# Joyce Carol Oatesová
Joyce Carol Oatesová (* 16. června 1938 Lockport (Niagara County, stát New York) je americká spisovatelka, básnířka a dramatička.
Narodila se jako nejstarší ze tří dětí v rodině Američana Frederica Jamese Oatse a Caroliny (rozené Bushové, maďarského původu), ženy v domácnosti. Vyrůstala na farmě svých rodičů za městem, na níž celá rodina fyzicky pracovala. Roku 1960 absolvovala bakalářské studium literatury na prestižní soukromé Syracuse University v New Yorku a v roce 1961 získala titul magistra na Wisconsinské univerzitě v Madisonu. Literární pokusy psala na stroji od 14 let a publikovala ve školním časopise. Po celou dobu vysokoškolských studií přispívala kratšími literárními útvary do různých periodik , většinou pod pseudonymem. Po ukončení studia se brzy stala spisovatelkou na volné noze.
Za novelu Them získala roku 1969 National Book Award, na niž byla k tomu ještě osmkrát nominována. Třikrát byla rovněž nominována na Pulitzerovu cenu, nikdy ji však nezískala. Napsala přes 80 knih, některé navíc pod pseudonymy Rosamond Smith a Lauren Kelly. Zfilmovány byly dvě její knihy: Foxfire (roku 1996)  a životopis Marilyn Monroeové Blonde (roku 2022).

### Próza
- With Shuddering Fall (1964)
- A Garden of Earthly Delights (1967)
- Expensive People (1968)
- them (1969)
- Wonderland (1971)
- Do With Me What You Will (1973)
- The Assassins (1975)
- Childwold (1976)
- Son of the Morning (1978)
- Cybele (1979)
- Unholy Loves (1979)
- Bellefleur (1980)
- Angel of Light (1981)
- A Bloodsmoor Romance (1982)
- Mysteries of Winterthurn (1984)
- Solstice (1985)
- Marya: A Life (1986)
- You Must Remember This (1987)
- American Appetites (1989)
- Because It Is Bitter, and Because It Is My Heart (1990)
- Foxfire: Confessions of a Girl Gang (1993)
- What I Lived For (1994)
- Zombie (1995)
- We Were the Mulvaneys (1996)
- Man Crazy (1997)
- My Heart Laid Bare (1998)
- Broke Heart Blues (1999)
- Blonde (2000)
- Middle Age: A Romance (2001)
- I'll Take You There (2002)
- The Tattooed Girl (2003)
- The Falls (2004)
- Missing Mom (2005)
- Black Girl / White Girl (2006)
- The Gravedigger's Daughter (2007)
- My Sister, My Love (2008)
- Little Bird of Heaven (2009)
- A Fair Maiden (2010)
- Mudwoman (2012)
- Carthage (2013)
- Daddy Love (2013)
- The Accursed (2013)
- A Book of American Martyrs (2017)

### Krátké prózy
- By the North Gate (1963)
- Upon the Sweeping Flood And Other Stories (1966)
- The Wheel of Love and Other Stories (1970)
- Marriages and Infidelities (1972)
- The Goddess and Other Women (1974)
- The Hungry Ghosts: Seven Allusive Comedies (1974)
- Crossing the Border (1976)
- The Triumph of the Spider Monkey (1976)
- Night-Sides (1977)
- The Assignation (1988)
- I Lock My Door Upon Myself (1990)
- The Rise of Life on Earth (1991)
- Heat & Other Stories (1991)
- Where is Here? (1992)
- Black Water (1992)
- Where Are You Going, Where Have You Been?" (1993)
- Haunted: Tales of the Grotesque (1994)
- Demon and other tales (1996)
- First Love: A Gothic Tale (1996)
- Will You Always Love Me? And Other Stories (1996)
- The Collector of Hearts: New Tales of the Grotesque (1998)
- Faithless: Tales of Transgression (2001)
- Beasts (2002)
- Rape: A Love Story (2003)
- I Am No One You Know: Stories (2004)
- The Corn Maiden: A Love Story (2005)
- The Female of the Species: Tales of Mystery and Suspense (2006)
- High Lonesome: New & Selected Stories, 1966-2006 (2006)
- The Museum of Dr. Moses: Tales of Mystery and Suspense (2007)
- Wild Nights! (2008)
- Dear Husband (2009)
- Sourland: Stories (2010)
- Give Me Your Heart: Tales of Mystery and Suspense (2011)
- The Corn Maiden and Other Nightmares (2011)
- Black Dahlia & White Rose (2012)

### Pod pseudonymem "Rosamond Smith"
- Lives of the Twins (1987)
- Soul/Mate (1989)
- Nemesis (1990)
- Snake Eyes (1992)
- You Can't Catch Me (1995)
- Double Delight (1997)
- Starr Bright Will Be With you Soon (1999)
- The Barrens (2001)

### Pod pseudonymem "Lauren Kelly"
- Take Me, Take Me With You (2003)
- The Stolen Heart (2005)
- Blood Mask (2006)

### Drama
- Miracle Play (1974)
- Three Plays (1980)
- Tone Clusters (1990)
- In Darkest America (1991)
- I Stand Before You Naked (1991)
- Twelve Plays (1991)
- The Perfectionist and Other Plays (1995)
- New Plays (1998)
- Dr. Magic: Six One Act Plays (2004)

### Eseje, memoáry
- The Edge of Impossibility: Tragic Forms in Literature (1972)
- The Hostile Sun: The Poetry of D.H. Lawrence (1974)
- New Heaven, New Earth: The Visionary Experience in Literature (1974)
- The Picture of Dorian Gray: Wilde’s Parable of the Fall (1980)
- Contraries: Essays (1981)
- The Profane Art: Essays & Reviews (1983)
- On Boxing (1987)
- (Woman) Writer: Occasions and Opportunities (1988)
- George Bellows: American Artist (1995)
- They Just Went Away 1995
- Where I've Been, And Where I'm Going: Essays, Reviews, and Prose (1999)
- The Faith of A Writer: Life, Craft, Art (2003)
- Uncensored: Views & (Re)views (2005)
- In the Absence of Mentors/Monsters (2009)
- In Rough Country (2010)
- A Widow's Story: A Memoir (2011)

### Poezie
- Women In Love and Other Poems (1968)
- Anonymous Sins & Other Poems (1969)
- Love and Its Derangements (1970)
- Angel Fire (1973)
- The Fabulous Beasts (1975)
- Women Whose Lives Are Food, Men Whose Lives Are Money (1978)
- Invisible Woman: New and Selected Poems, 1970–1982 (1982)
- The Time Traveler (1989)
- Tenderness (1996)